# South Frodingham
South Frodingham var en civil parish från 1866 till 1935 då den blev en del av Rimswell, i grevskapet East Riding of Yorkshire, i England. Civil parish var belägen 12 km från Hedon och hade 70 invånare år 1931.